# Hammerbrotwerke
Die Hammerbrotwerke waren Fabriken einer Großbäckerei der Wiener Arbeiterschaft in Wien und Umgebung, die von 1909 bis 1969 existierte.

## Ausgangslage
Hohe Brotpreise und häufige Tarifkonflikte mit den kommerziellen Brotfabriken, allen voran der Ankerbrotfabrik, ließen in der Wiener Arbeiterschaft um 1900 den Ruf nach einer eigenen Brotproduktion laut werden. Dazu kam die Tendenz zur Politisierung des Konsumgenossenschaftswesens nach dem Vorbild Belgiens, etwa des Vooruit (Gent), eine Tendenz, die in Wien vom Konsumverein Vorwärts und von der frisch gegründeten Großeinkaufsgesellschaft für österreichische Consumvereine (GöC) repräsentiert wurde. Seitens dieser parteinahen Teile der Genossenschaftsbewegung kam es in Wien zur Gründung und Errichtung der 1909 eröffneten Hammerbrotwerke.
Zwar existierte schon die „Erste Wiener Arbeiter-Bäckerei“, welche einige Konsumvereine belieferte, aber sie konnte den Brotbedarf nicht decken. So beschloss die Generalversammlung des Ersten Niederösterreichischen Arbeiter-Konsumvereins am 6. Jänner 1898 die Errichtung einer eigenen Bäckerei. Diese konnte allerdings bei der stark steigenden Zahl der Arbeiter in Wien den Bedarf nicht lange decken.
Nach 1900 stiegen die Lebenshaltungskosten derart, dass selbst die Handelskammern über die Situation der Arbeiterschaft klagten. Denn bei kaum steigenden Löhnen blieb nach der Deckung der Grundbedürfnisse kaum Geld für sonstigen Konsum übrig.

### Vorbereitung
Um die Jahrhundertwende mussten sich die Sozialdemokraten nolens volens um zahlreiche, in Schwierigkeiten befindliche Konsumgenossenschaften kümmern. Es kam zur Fusion mehrerer schwacher Genossenschaften zum parteinahen Konsumverein Vorwärts, und insgesamt zum Versuch einer Vorwärtsstrategie, in deren Rahmen der Vorwärts-Funktionär Benno Karpeles 1905 als Leiter der neu gegründeten GöC installiert wurde. Im Rahmen dieses Expansionskurses sollte in Wien auch eine leistungsfähige Brotfabrik errichtet werden. Dieses Projekt stellte Karpeles im September 1906 vor. Teile der Genossenschaftsbewegung betrachteten es allerdings mit äußerster Skepsis, und die mit dem Kleingewerbe verbundene christlichsoziale Fraktion unter Bürgermeister Karl Lueger im Gemeinderat protestierte heftig. Ein ablehnender Gemeinderatsbescheid wurde mit Erfolg beim Verwaltungsgerichtshof beeinsprucht und so konnte mit dem Bau begonnen werden – allerdings nicht, wie geplant, in Wien, sondern im benachbarten Schwechat, was sich als bedeutender logistischer Nachteil erwies.

### Namensgebung
Da der Hammer im Gegensatz zur Sichel das Symbol der Arbeiterschaft ist, war es kein Wunder, dass er – umgeben von einem Ährenkranz – zum Markenzeichen der Produkte der Hammerwerke wurde. Beides wurde in Rot gehalten, einem weiteren Symbol der Arbeiter. Ebenfalls rot lackiert waren die Lieferfahrzeuge.

## Geschichte

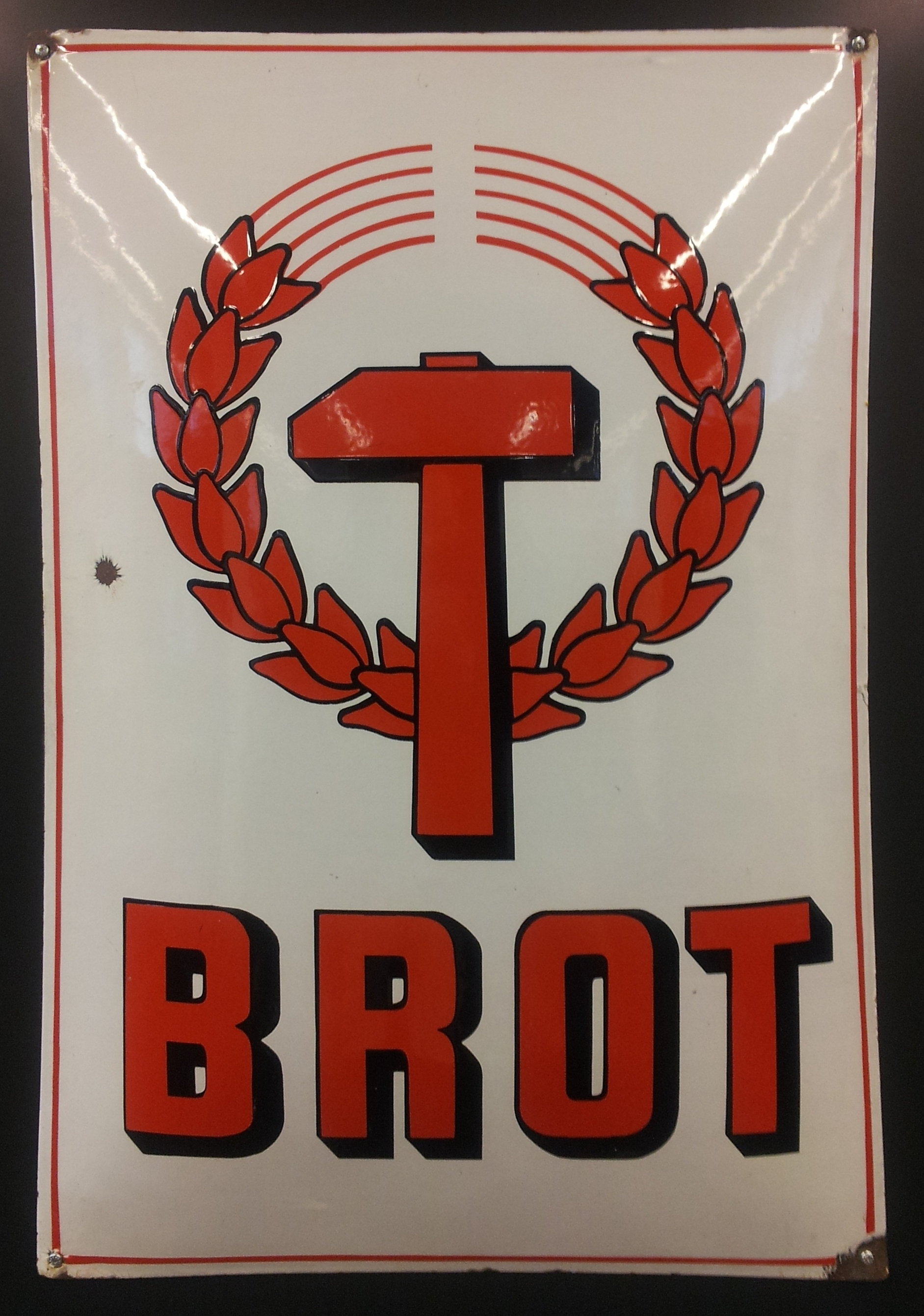
Emailschild von Hammerbrot

1906 gründeten Ferdinand Skaret, Ferdinand Hanusch sowie Benno Karpeles die Skaret, Hannusch & Co. Erzeugung von Nahrungsmitteln und Handel mit solchen Offene Handelsgesellschaft in Wien. Im Zuge der Errichtung der Fabrikationsanlage übersiedelte diese OHG 1909 nach Schwechat und änderte die Firma in Hammerbrodwerke und Dampfmühle Skaret, Hannusch & Co. Die Hammerbrotwerke waren gewinnorientiert (wenn auch zunächst eher verlustgeplagt) und setzten auf intensive Werbung. Dadurch wurden sie zu einer Konkurrenz der eigenen Arbeiterkonsumvereine. Namentlich der schon erwähnte, traditionsreiche und solide Erste niederösterreichische Arbeiterkonsumverein zeigte sich von dem Parteiunternehmen wenig erfreut.
Vor Beginn des Ersten Weltkriegs drohte das Projekt in eine finanzielle Katastrophe zu münden, der Verkäufermarkt der kriegsbedingten Knappheitssituation führte aber zu einer zeitweiligen Sanierung des Unternehmens. So pachteten die Hammerbrotwerke zur Deckung des Bedarfs 24 kleinere Bäckereien in Wien. In dieser Zeit nahm man auch Militär-Zwieback in die Produktpalette auf und machte damit Gewinn.
1919 wurde in Floridsdorf in der Schwaigergasse ein zweites Werk eröffnet, und kurz danach ein drittes Werk im ehemaligen Militärverpflegungsetablissement in der Leopoldstadt. 1923 wurde unter der Führung von Siegmund Bosel die bisherige OHG in eine Aktiengesellschaft mit 30 Verkaufsfilialen in Wien und Umgebung und etwa 1.400 Mitarbeitern umgewandelt.
Während des Österreichischen Bürgerkrieges 1934 war auf die Fabrik in Floridsdorf ein Geschütz des Bundesheeres gerichtet, welches in der Einfahrt der Brauerei zum St. Georg postiert war.
Durch die Errichtung der Marietta-Konditorei 1930 wurde das Angebot zwar erweitert, doch die allgemeine wirtschaftliche Lage zwang die Geschäftsleitung bis zum Jahr 1937 zu einer Reduktion des Personalstands um rund 700 Beschäftigte. Ebenfalls 1937 wurden die Wiener Kronenbrotwerke übernommen und stillgelegt. Nachdem die Eigentümer mehrmals gewechselt hatten, kamen die Hammerbrotwerke in den Besitz des Großhandels- und Bankhaus Schoeller & Co in Wien, der späteren Schoellerbank.
In den Jahren 1959/1960 wurde die Produktion im Werk Floridsdorf konzentriert und das Werk in der Leopoldstadt geschlossen. Nach einer Fusion im Jahre 1969 mit der Ankerbrotfabrik in Favoriten, die ebenfalls von der Schoeller-Gruppe kontrolliert wurde, wurde 1972 der Betrieb in Floridsdorf geschlossen. Dieser Fusion entstammt der offizielle Name „Vereinigte Nahrungsmittel Industrie Aktiengesellschaft“.

## Werk Schwechat

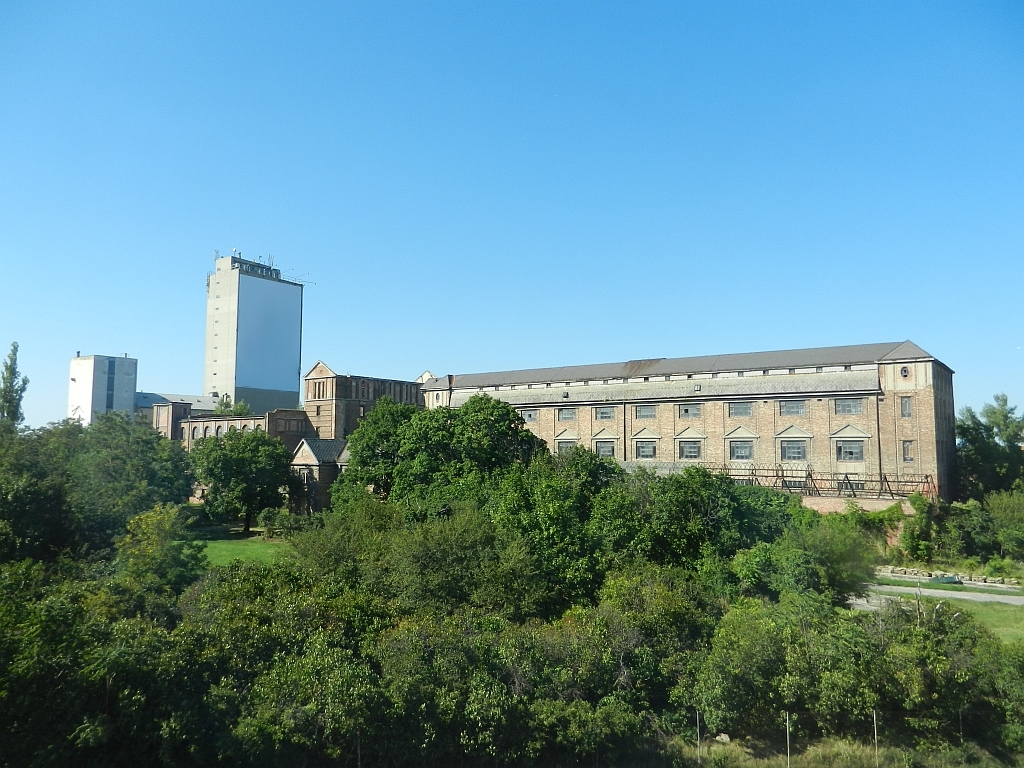
Das Gelände der Hammerbrotwerke in Schwechat

Die neue Großbäckerei durfte, wie erwähnt, nicht im Arbeiterbezirk Favoriten errichtet werden, sondern in Schwechat. Mit der Planung des Baues wurden die Architekten Hubert Gessner und dessen jüngerer Bruder Franz Gessner beauftragt. Der Bau erfolgte von 1908 bis 1909 in der Innerbergerstraße 28 auf dem ehemaligen Gelände der Österreichischen-Alpinen Montangesellschaft, die von 1870 bis 1902 ein Hüttenwerk betrieb.
Zusätzlich wurde auf Anraten von Benno Karpeles in einer Genossenschaftssitzung am 26. Februar 1909 auch noch die Errichtung einer eigenen Mühle beschlossen. Dies verursachte zwar Mehrkosten von 1,6 Millionen Kronen, man befürchtete aber für den Fall der Nicht-Errichtung Rentabilitätsprobleme.
Die am 20. Juni 1909 gemeinsam mit der Dampfmühle eröffnete Brotfabrik war nicht nur in technischer, sondern auch in hygienischer Sicht auf dem modernsten Stand. Zusätzlich gab es Garagen mit eigener Tankstelle für die rot lackierten Lieferfahrzeuge.
Während des Zweiten Weltkrieges befanden sich, laut Auszug aus dem „Schwechater Kriegstagebuch 1944-45“, in der Fabrik eine Heeresbäckerei, ein Heereszeugamt samt Lagerhallen sowie das „Ersatzverpflegungsmagazin III“ (EVM III) mit 4 Lagerhallen.
Das Gelände wurde im Juli 2018 an die Kärntner Unternehmerbrüder Erwin und Hanno Soravia (Soravia Group) um vier Millionen Euro verkauft. Auf dem Areal sollen Wohnungen entstehen. Am 23. Februar 2021 kam es im Gebäude zu einer Brandstiftung.
Am Sonntag, 7. April 2024, kam es gegen 2:00 Uhr morgens erneut zu einem Brand. Die Ursache ist bislang ungeklärt.

## Werk Floridsdorf
Im Jahr 1919 wurde in Floridsdorf in der Schwaigergasse 19 die zweite Brotfabrik der Hammerbrotwerke eröffnet. Wie schon für Schwechat wurde auch hier als Architekt Hubert Johann Gessner verpflichtet. Die Kapazität dieses Werks übertraf die des Schwechater Werks.